# گریت مپلستد
گریت مپلستد (به انگلیسی: Great Maplestead) یک روستا و محله مدنی در بریتانیا است که در Braintree واقع شده‌است. گریت مپلستد ۳۴۳ نفر جمعیت دارد.